# Гладкий щитомордник
Гладкий щитомо́рдник, или островной щитомордник (лат. Calloselasma rhodostoma) — вид ядовитых змей семейства гадюковых. Единственный в роде Calloselasma.
Общая длина колеблется от 75 до 91 см. Наблюдается половой диморфизм — самки крупнее самцов. Голова плоская с большими щитками. Туловище крепкое. В отличие от других ямкоголовых змей туловище имеет гладкую чешую, без рёбрышек. Отсюда и происходит его название. Окраска состоит из парных треугольных пятен бурого цвета с белой и чёрной окантовкой на ярком красно-буром фоне туловища.
Любит прибрежные леса, бамбуковые заросли, влажные и заболоченные места, рисовые поля и другие сельскохозяйственные земли. Активен в сумерках и ночью. Питается грызунами и лягушками.
Яйцекладущая змея. Самка откладывает 10—30 яиц, и до появления молодых змей охраняет кладку.
Яд сильный, вызывает местный отёк, сильную боль, внутренние кровотечения, некроз тканей, возможна потеря пальцев.       
Вид распространён в Малайзии, южном Вьетнаме, Таиланде, Камбодже, Лаосе, на острове Ява (Индонезия).